# Un amour de cocker
Un amour de cocker est le trente-quatrième album de la bande-dessinée Boule et Bill, dessiné par Laurent Verron.

## Présentation de l'album
Une série de gags de Boule et Bill.
L'album comprend un supplément de six pages détaillant la réalisation du film Boule et Bill.

## Personnages principaux
- Boule, le jeune maître de Bill.
- Bill, le cocker roux susceptible et farceur.
- Caroline, la tortue romantique amoureuse de Bill.
- Pouf, le meilleur ami de Boule.
- Les parents de Boule.

### Articles externes
- « Boule et Bill -34- Un amour de cocker », sur bedetheque.com.
- Boule et Bill - Tome 34 : Un amour de cocker sur dargaud.com (consulté le 13 mars 2022).